# Дем'янівка (Кременчуцький район)
Дем'яні́вка — село в Україні, в Оболонській сільській громади Кременчуцького району Полтавської області. Населення становить 560 осіб.

## Географія
Село Дем'янівка знаходиться на лівому березі дельти річки Сула, вище за течією на відстані 1,5 км розташоване село Погребняки, нижче за течією на відстані 5 км розташоване село Липове (Кременчуцький район), на протилежному березі — село Лящівка (Золотоніський район).

## Історія
Село засноване в середині XVIII ст. генеральним бунчужним Даміаном Васильовичем Оболонським на території, що до цього належала Лубенському полку, але ввійшло до складу Миргородського полку Гетьманщини.
Село постраждало внаслідок голодомору-геноциду українського народу, проведеного урядом СРСР 1932—1933 та від голоду 1946—1947[джерело?].

## Політика

### Парламентські вибори, 2019
На позачергових парламентських виборах 2019 року у селі функціонувала окрема виборча дільниця № 530846, розташована у приміщенні підприємства ТОВ «ім Шевченка».
Результати
- зареєстровано 299 виборців, явка 57,53%, найбільше голосів віддано за «Слугу народу» — 42,44%, за Радикальну партію Олега Ляшка — 16,28%, за Всеукраїнське об'єднання «Батьківщина» — 13,37%.[1] В одномандатному окрузі найбільше голосів отримали Анастасія Ляшенко (Слуга народу) і Фахраддін Мухтаров (самовисування) — по 25,31%, за Олексія Баганця (Всеукраїнське об'єднання «Батьківщина») — 21,60%[2].

## Економіка
- Молочно-товарна ферма.
- «Дем'янівка», філія ТОВ ім. Шевченка.

## Населення

### Мова
Розподіл населення за рідною мовою за даними перепису 2001 року:
| Мова       | Кількість | Відсоток |
| ---------- | --------- | -------- |
| українська | 546       | 97.50%   |
| російська  | 13        | 2.32%    |
| румунська  | 1         | 0.18%    |
| Усього     | 560       | 100%     |

## Об'єкти соціальної сфери
- Школа І-ІІ ст.

## Пам'ятки
- Сулинський ландшафтний заказник загальнодержавного значення
- Меморіальний комплекс[d]: Братська могила воїнів. Пам'ятний знак полеглим воїнам-односельчанам;

## Уродженці
В селі народився гідробіолог Ярошенко Михайло Федорович.